# Phare de Colomb
Le Phare de Colomb (en espagnol : Faro a Colón) est un monument construit en hommage à Christophe Colomb, situé à Santo Domingo Este, dans la banlieue est de Saint-Domingue, capitale de République dominicaine.
La construction a commencé en 1986, en utilisant les plans de l'architecte écossais Joseph Lea Gleave (1907-1965) établis en 1931, afin de célébrer le 500e anniversaire de la découverte de l'Amérique. Après six années de travaux, le monument est inauguré en 1992 et depuis cette date, les autorités dominicaines affirment que les restes du célèbre navigateur qui reposaient jusqu'alors à la cathédrale Notre-Dame-de-l'Incarnation de Saint-Domingue y ont été transférés. Il a été financé par un ensemble d'États d'Amérique latine pour un coût total d'environ 70 millions de dollars américains.
Outre le fait qu'il soit un mausolée, le « Phare de Colomb » abrite également un musée présentant des objets, y compris un bateau de Cuba et des bijoux colombiens.
Il s'agit aussi, comme son nom l'indique, d'un phare qui est si puissant que, lorsqu'il est illuminé, il peut être vu depuis Puerto Rico qui se trouve à 200 km de là[réf. nécessaire].

## Architecture

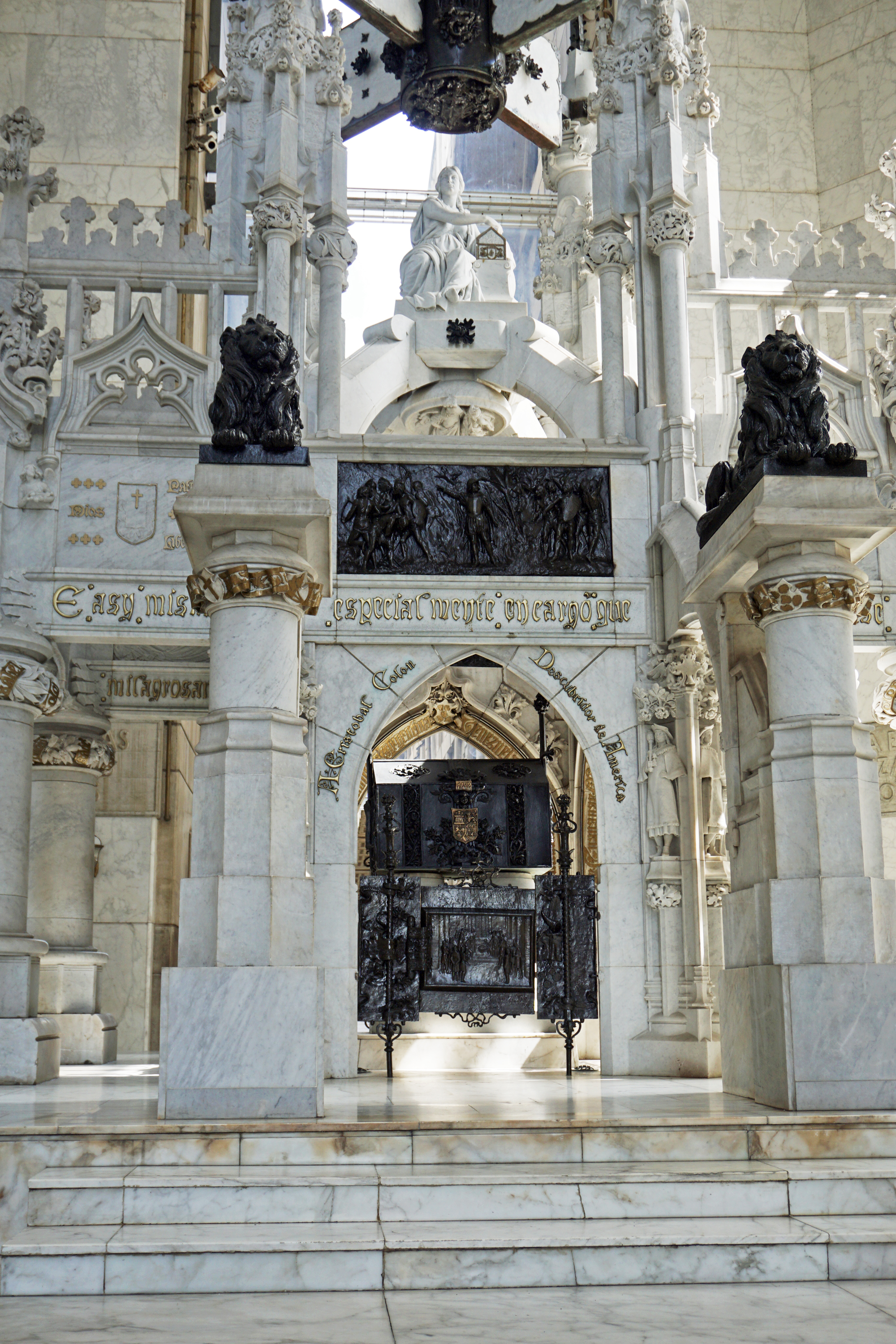
Tombe de Christophe Colomb.

Le Phare de Colomb est une structure dont le plan est en forme de croix latine. Ses dimensions sont de 210 m de long pour 59 m de large. Il possède 157 faisceaux de lumière qui émanent du monument vers le ciel en un faisceau de rotation.

## Historique

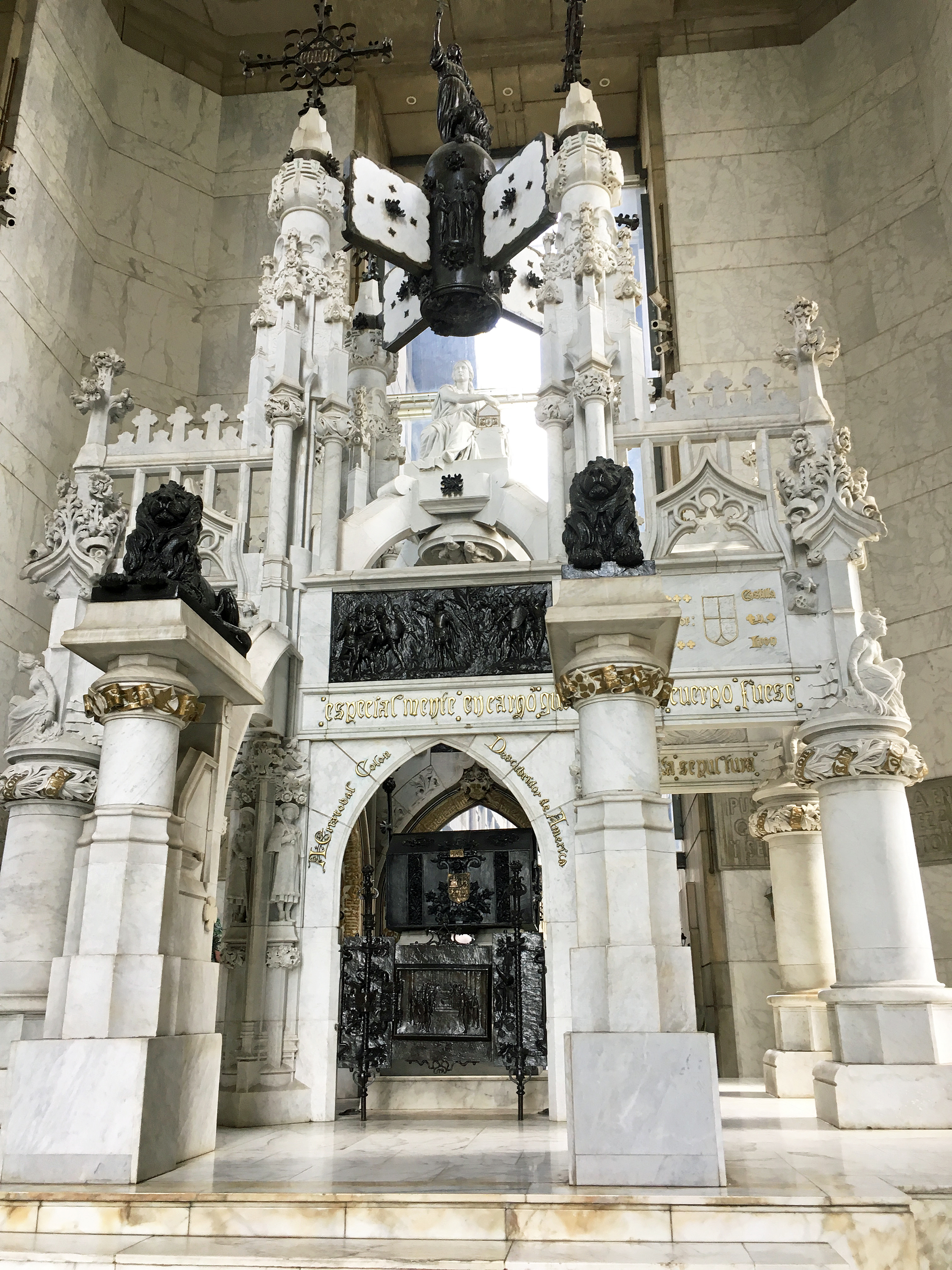
Autre vue du Tombeau de Christophe Colomb au phare de Christophe Colomb.

C'est l'historien dominicain Antonio Delmonte y Tejada qui, dans son livre Histoire de Saint-Domingue, publié en 1852, exprima l'idée d'ériger un monument en l'honneur de Christophe Colomb à Saint-Domingue.
En 1914, des journalistes commencèrent à promouvoir dans la presse aux États-Unis l'idée de construire un phare monumental dans la première ville du Nouveau Monde. Le concept sera universellement accepté en 1923 lors de la 5e Conférence internationale au Chili, où il fut décrété que ce monument devait être construit en coopération par tous les gouvernements et les peuples du continent américain.
L'Écossais Joseph Lea Gleave remporta le concours architectural parmi les 455 participants venus de 48 pays. La cérémonie d'attribution eut lieu au Brésil en 1931, et le jury comprenait des architectes de renom tel que Horacio Acosta y Lara (Uruguay), Eliel Saarinen (Finlande), et Frank Lloyd Wright (États-Unis).
Mais le projet prit du retard par manque de financement. En effet, en 1950, seuls huit pays avaient apporté leur contribution, qui totalisait moins de 15 000 $ américains, et pourtant les travaux des fondations avaient commencé puisqu'elles furent inaugurées en 1948.
L'instabilité croissante en République dominicaine et la situation politique rendit impossible la poursuite des travaux de construction avant 1986.
C'est sous le gouvernement de Joaquín Balaguer que les travaux reprirent, sous la supervision de l'architecte dominicain Teófilo Carbonell. Ceux-ci prirent fin à temps pour la célébration du 500e anniversaire de la découverte des Amériques par le célèbre navigateur.